# 趙耀東
趙耀東（1916年9月29日—2008年8月20日），江蘇省淮陰縣（今淮安市內）人，中華民國財經官員，素有「趙鐵頭」之稱，曾任中華民國經濟部第十五任部長，行政院經濟建設委員會（經建會）第二任主任委員，中本紡織總經理、中國鋼鐵籌建組成員、中國鋼鐵第一任總經理與第二任董事長。

## 生平

### 早年
1916年，趙耀東生於江蘇省淮陰縣，1940年自武漢大學機械系畢業。1947年到美國留學，獲得麻省理工學院碩士學位。
相關生平，請前往〔 http://mypaper.pchome.com.tw/540903/post/1309799505 （页面存档备份，存于） 〕觀看。

### 晚年
夫人 趙郎英是黨國元老郎醒石的掌上明珠，1919年出生，滬江大學教育系畢業，與趙耀東育有兩子一女。約2005年1月18日左右去世° 
趙耀東 患有失智症，由家人安養在台北市的康寧生活會館。

### 逝世
2008年8月20日凌晨，在兒子、媳婦隨侍下，因多重器官衰竭，病逝於台北市康寧生活會館，享年92歲。同年9月13日，在臺北市第一殯儀館景行廳舉行公祭，總統馬英九親往致意並頒贈褒揚令，由劉兆玄、陳履安、王建煊、丁懋時四人為靈柩覆蓋國旗，式後發引火化，奉安於慈恩園生命紀念館。

### 趙耀東語錄
中鋼董事任內：大家必須要有奉獻的精神，不求名利，有誰想出風頭、不專心工作，我一定開除他。
多做少錯，少做多錯，不做全錯。
不是能者多勞，是勞者多能。
經濟部長任內：觀念沒有新舊，只要適合時代，就是我們需要的觀念。